# BHS-Bayerische Berg-, Hütten- und Salzwerke
Die BHS-Bayerische Berg-, Hütten- und Salzwerke AG war ein Unternehmen im Bereich Bergbau, Hüttenwesen und Salzwerke. Der Freistaat Bayern brachte 1927 durch ein Landesgesetz Regiebetriebe, die bisher als Ämter geführt waren, gegen Ausgabe von Aktien in diese neue Gesellschaft ein. Die eingebrachten unternehmerischen Aktivitäten waren alle in Bayern beheimatet, sie entstammten dem Bergbau, dem Hüttenwesen/Maschinenbau sowie der Salzgewinnung bzw. -verarbeitung. Dies erklärt den etwas umständlichen Namen. Alleiniger Aktionär war der Freistaat. Der Unternehmenssitz befand sich in München in der Ludwigstraße 27. Das dortige Verwaltungsgebäude war von Friedrich von Gärtner 1840–1843 errichtet worden, heute sind dort verschiedene Seminare der Ludwig-Maximilians-Universität München untergebracht.

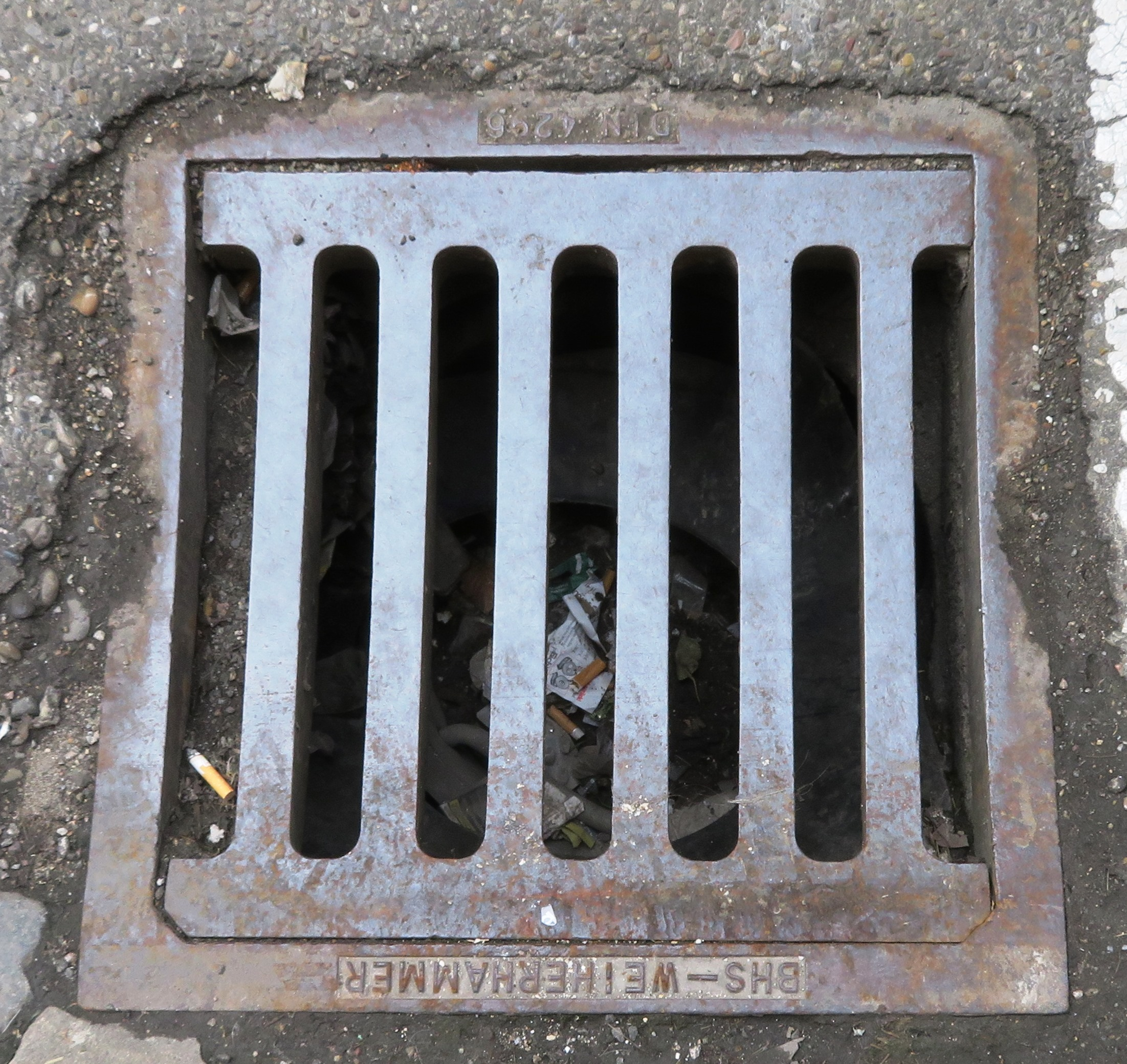
Schachtdeckel aus Weiherhammer

Die eingebrachten Geschäftsbereiche haben ihren Ursprung überwiegend in der sehr frühen Bergbau- und Industriegeschichte Bayerns. Hierzu zählten damals die folgenden Werke:
Bergbau
Kohlenbergwerke in Peißenberg und Peiting, Erzbergwerk in Bodenmais
Hüttenwesen
Luitpoldhütte in Amberg und die Hüttenwerke Bergen, Bodenwöhr, Obereichstätt, Sonthofen, Weiherhammer.
Salzwerke
Salzbergwerk Berchtesgaden, Saline in Bad Reichenhall und verschiedene Torfwerke im Chiemgau
Im Laufe der Zeit wurden einzelne Aktivitäten abgegeben oder stillgelegt. So wurde 1971 das bis dahin für das Gesamtunternehmen bedeutende Kohlenbergwerk in Peißenberg/Peiting mit damals 1800 Mitarbeitern geschlossen. Die wirtschaftliche Entwicklung des Mischkonzerns war vor allem in den 70er und 80er Jahren durch Verluste geprägt. 1991 hat sich der Freistaat Bayern deshalb zum Verkauf der Aktien an das Chemieunternehmen SKW Trostberg AG (später Degussa AG) entschlossen. Unter der neuen Eigentümerschaft wurden verlustbringende Geschäftsfelder saniert, veräußert oder stillgelegt. Ab Mitte der 90er Jahre erfolgte ein schrittweiser Verkauf auch der übrigen betrieblichen Standorte. Zum Schluss war die BHS AG nur noch eine Holding-Dachgesellschaft ohne operativen Geschäftsbetrieb. Sie wurde 1997/98 auf die SKW Trostberg AG verschmolzen. Dies war das formale Ende der BHS-Bayerische Berg-, Hütten- und Salzwerke AG.
Die in den 90er Jahren veräußerten Geschäftsfelder haben seitdem unterschiedliche Eigentümer. Einige Nachfolgegesellschaften haben sich erfolgreich weiterentwickelt, andere sind durch Verschmelzung in ihrer damaligen Form nicht mehr erkennbar. Teilweise tragen Nachfolgegesellschaften weiterhin das Kürzel „BHS“ als Markenzeichen in ihrem Namen. Zu den Nachfolgegesellschaften gehören bzw. gehörten unter anderem folgende Firmen:
- Südsalz GmbH, Tochtergesellschaft der Südwestdeutsche Salzwerke AG
- BHS Corrugated GmbH
- BHS-Sonthofen GmbH
- Voith Turbo BHS Getriebe GmbH
- BHS Druck- und Veredelungstechnik GmbH, heute Teil von Gallus Stanz- und Druckmaschinen GmbH
- Euflor GmbH für Gartenbedarf
- Historisches Besucherbergwerk Bodenmais BHS GmbH

## Trivia
1989 wurde mit dem Olympia Looping die größte transportable Achterbahn der Welt von der BHS AG in Peißenberg gebaut, welche auf Plänen und Technik der insolventen Schwarzkopf GmbH basiert.